# StarHorse2
STARHORSE2是世嘉開發的賽馬育成街機遊戲，是STARHORSE第五代至第七代。第一版本NEW GENERATION在2005年發行。第二版SECOND FUSION在2006年10月發行。第三版本THIRD EVOLUTION在2007年11月4日發行。此遊戲獲得2005年Good Design賞商品部門設計獎。目前為止THIRD EVOLUTION是STARHORSE系列第七套作品。

## 玩法

### 簡介
玩家可以購買IC卡進行遊戲，以便儲存玩家資料，首次登錄時會免費贈送一匹馬及一名騎師，玩家可以在比賽中下注，如該注項命中的話可根據賠率獲得相應派彩。玩家可以在平時訓練馬匹，增強馬匹實力，亦可安排馬匹出戰比賽，選擇賽事名稱騎師後，然後根據賽事結果作出調整。在將卡片拿走後在60天內（店舖可設定90天）再插入卡片，可以繼續保存資料，卡片不可以在其他店舖使用。
同一店舖機台數目預設為10台，最多可增加至21台。

### 投注
STARHORSE2設有九項投注項目，其中七項與日本中央競馬會投注方式一樣。分別是（獨贏）、（位置）、（馬組連贏）、（連贏）、（單式連贏）、（位置Q）、（單T）、及。
而和STARHORSE系列原創彩池。的出現條件是玩家投注或比賽贏得獎金，將贏得的獎金、及。及與獨贏及位置玩法一樣，賠率較一般彩池較高，而是將馬匹分成兩組，如果玩家在投注連續勝出，達到某個條件可獲特殊獎勵。的玩法是玩家在一場的比賽內購買電腦所屬的馬匹（殿堂馬賽事可購入玩家的馬匹），勝出後根據馬匹跑出的名次獲得相應的獎金，而殿堂馬及模擬賽事可獲相應的SH點數。

### 騎師育成
玩家可安排策騎自己的騎師（騎手）策騎馬匹出戰比賽，而沒有比賽的日子則可以安排騎師進行訓練，增強騎師的實力，而騎師可安排策騎其他玩家或電腦馬匹，策騎馬匹跑進三甲後，可獲得相應獎金。當騎師達到某個水平後，可以參加世界超級騎師大賽（WSJS）或WBC比賽。而騎師策騎200場賽事後必需退役，由另一位騎師繼承前騎師的技術或重新訓練新的騎師。

### 馬匹育成
馬匹可以由牧場中配種，並提供多匹配種馬選擇。在生產新的馬匹後，可以決定馬匹為3歲馬還是古馬（等同現實4歲或以上馬匹），不過在京都新聞盃及St. Lite紀念賽賽事及以後，玩家只能生產古馬。
生產馬匹後，馬匹將會出戰條件賽，在條件賽勝出3-4場賽事後，玩家就可以真正育成自己的馬匹，玩家可根據每次出賽條件賽的意見，確定馬匹的能力。玩家每次對馬匹可以一次訓練及給予一次飼料。此外，在出賽前，玩家可以為馬匹追加一次訓練，以提升比賽狀態。在投注勝出後滿足某個條件後，可進行極秘訓練，可改變馬匹的腳法。
每匹現役馬匹有120週生命（約兩年時間），過了120週時限馬匹必需強制退役（玩家可以將馬匹放牧避免時間減少）。

### 賽事
每年有65週，總共有77場賽事，部份賽事每年以交換形式進行，例如今年舉行京都金盃，下一年將會舉行中山金盃。賽事包括了日本中央競馬會分級賽事（有4場WSJS賽事是OP級別），4場WBC系列的虛構比賽，以包3場真實海外賽事。玩家可以在三場比賽前為馬匹報名。報名費為由10credits起。而WBC及殿堂馬賽事則會以招待形式舉辦，達到某條件後不需付費則可參賽。
同一項賽事最多只能讓10匹馬出賽（同一項賽事一個馬房可派兩匹馬同時出賽），如玩家數目較多時，要儘快報名避免額滿而無法報名。每項賽事最少出馬數為8匹，最多為14匹，而模擬賽事最多出馬18匹。
玩家的馬匹如能走進前三名的話，可以獲得獎金。如能夠在特定賽事稱霸（WBC、雄馬及雌馬三冠）勝出，可以獲外的SH點數，而稱霸所以同級的分級賽，也可獲分數獎勵。
部份賽事因為當年仍未舉辦，會以「虛構」的形式進行，例如是日本盃泥地大賽、維多利亞一哩賽等。

### SH商店
玩家可以在SH商店購買馬匹的裝備、騎師的服裝、髮型、配種馬、增加馬房等級以及WBC的出賽權。而取得SH分數有多個分法。包括投注，投注項目命中，10點自動換算1點SH。而馬匹及騎師及投注贏得獎金、1點換算1SH。而額外獲得大量獎金的項目包括：
- 騎師贏得WSJS：5000SH。
- 秋季賽事三連勝：秋季天皇賞（天皇賞(秋)）、日本盃（ジャパンカップ）及有馬紀念賽（有馬記念）：10000SH。
- WBC四冠：10000SH。
- WBC全賽事勝出：20000SH。
- 一匹馬奪得雌馬三冠：櫻花賞（桜花賞）、優駿雌馬（優駿牝馬）及秋華賞（秋華賞），30000SH。
- 一匹馬奪得雄馬三冠：皐月賞（皐月賞）、東京優駿（東京優駿）及菊花賞（菊花賞），50000SH。

## 遊戲變化

### NEW GENERATION與SECOND FUSION
- 可以在衛星台顯示賽事實況。
- 模疑賽事及殿堂馬賽事最大出馬數為18匹。
- 模擬賽事（不包括跳欄賽）每在週末舉行，可顯示當時的隔夜賠率。
- 刪除1995年出賽馬匹資料，新增2005年馬匹資料。
- 首次新增真實外國賽事，為法國的凱旋門大賽（凱旋門賞）。
- 日本賽事方面，新增阪神盃（阪神カップ）及維多利亞一哩賽（ヴィクトリアマイル）。
- STARHORSE.NET登場，可以使用個人電腦或手提電話查閱資料。
- 可選擇馬膽投注。
- 出現馬房Lv.，視乎賽事結果會增減分數。
- 再次出現，不過只會支付SH分數。
- SH商店新增防沙眼罩（パシファイヤー）及羊毛額箍（チークピーシズ）。
- 的投注方式加入最大為10倍，而且可以選擇多於一隻馬匹。
- NEW GENERATION的道具、權利及分數可以繼承。

### SECOND FUSION與THIRD EVOLUTION
- 育成馬匹時出現推薦（おすすめ）項目
- 每天最多可獲得四個印章，取得分數的方法是「投注」、「投注」命中、出馬獲得獎金。
- 新增兩項外國賽事，包括英國的英皇錦標（キングジョージ6世&クイーンエリザベスステークス）及香港的香港盃（香港カップ）[7]。
- 新增三項日本賽事，包括天蝎座α星錦標（アンタレスステークス）、葉森盃（エプソムカップ）及關屋紀念賽（関屋記念）。不過雅靈頓盃（アーリントンカップ）被刪除。
- 長距離賽事刪剪部份共分為兩段。
- 增加2006年出賽馬匹資料。
- 阪神競馬場以2006年翻新後姿態登場。
- 可以在街機機台觀看STARHORSE.NET的資料。
- WSJS的出賽條件改為未曾勝出GI的馬匹。
- SECOND FUSION時全部售罄的道具可再THIRD EVOLUTION購入。
- 馬匹投注可以0.5倍方式投注。
- 部份道具、配種馬出現條件降低，例如在SECOND FUSION需要勝出10場GI賽事減少為7場。
- 投注出現及。
- 新增購買道具馬褲、韁繩及頭駱。
- 在香港的機台，部份介面被中文化（包括推薦項目的內容、訓練結果及賽事前後的評語），WSJS玩家騎師代表香港上陣。

### FOURTH AMBITION
2008年11月發行，將增加英國打吡及帝王賞兩項賽事。

### FIFTH EXPANSION
2009年11月發行，新增杜拜世界盃賽事。玩家最多可以擁有六頭馬。

### FINAL DESTIANTION
是StarHorse2最後版本，繼承作為StarHorse3。沒有卡片的玩家亦可成為租用馬主（レンタル馬主）。

## 攻略本
2008月3月28日發行第一本攻略本。提供馬匹育方方法，配種馬資料以及隱藏道具出現方法。另外也包括了玩家的心得。還有遊戲評述杉本清稀有對白。